# 3353 Jarvis
3353 Jarvis (1981 YC) là một tiểu hành tinh vành đai chính phía trong  được phát hiện ngày 20 tháng 12 năm 1981 bởi Edward L. G. Bowell ở Flagstaff (AM). Nó được đặt theo tên của Gregory Jarvis.